# Airbus A330neo
Airbus A330neo (new engine option) je širokotrupý dvoumotorový proudový dopravní letoun firmy Airbus, vyvinutý z prvotního letounu Airbus A330ceo. Oproti starší verzi je A330neo o čtvrtinu úspornější, je to tak díky novým motorům Rolls-Royce Trent 7000 a lehčímu trupu. Byl představen 14. července 2014, první let se konal 19. října 2017 a s nasazením do provozu se počítá v průběhu roku 2018. Má dvě verze založené na Airbusu A330, konkrétně -800 a -900, ta by měla mít s 257 pasažéry dolet 13 900 km a -900 s 287 pasažéry doletí 12 130 km. Verze A330-800 vzlétla poprvé 6. listopadu 2018.
Program se celkově zpozdil kvůli zpoždění přípravy motorů. Letové zkoušky se konají na podzim 2017 a dodání prvnímu uživateli TAP Portugal by mělo nastat v průběhu roku 2018.
Ke konci ledna 2025 bylo v provozu 144 letadel A330-900neo a 7 letadel A330-800.

## Objednávky
Firmy a letecké společnosti si k lednu 2025 objednaly 384 Airbusů A330neo:
| Datum              | Země                         | Zákazník               | Typ    | Typ    |
| Datum              | Země                         | Zákazník               | 800neo | 900neo |
| ------------------ | ---------------------------- | ---------------------- | ------ | ------ |
| 19. listopadu 2014 | Spojené státy americké       | Delta Air Lines        | —      | 25     |
| 3. prosince 2014   | Spojené státy americké       | CIT Group              | —      | 15     |
| 15. prosince 2014  | Malajsie                     | AirAsia X              | —      | 66     |
| 18. prosince 2014  | Spojené státy americké       | Hawaiian Airlines      | 6      | —      |
| 23. prosince 2014  | Irsko                        | Avolon                 | —      | 15     |
| 24. prosince 2014  | Čínská republika (Tchaj-wan) | TransAsia Airways      | 4      | —      |
| 9. března 2015     | Spojené státy americké       | Air Lease Corporation  | —      | 25     |
| 13. listopadu 2015 | Portugalsko                  | TAP Portugal           | —      | 14     |
| 19. dubna 2016     | Indonésie                    | Garuda Indonesia       | —      | 14     |
| 11. června 2016    | Izrael                       | Arkia Israeli Airlines | —      | 2      |
| 22. prosince 2016  | Írán                         | Iran Air               | —      | 28     |
| 12. září 2017      | Brazílie                     | Azul                   | —      | 5      |
| 15. prosince 2017  | Senegal                      | Air Senegal            | —      | 2      |
| 15. prosince 2017  | Mauricius                    | Air Mauritius          | —      | 2      |
| 15. října 2018     | Kuwait                       | Kuwait Airways         | 8      | —      |
| 25. října 2018     | Libanon                      | Middle East Airlines   | —      | 4      |
| 8. dubna 2019      | Uganda                       | Uganda Airlines        | 2      | —      |
| Celkem             | Celkem                       | Celkem                 | 20     | 217    |

## Specifikace

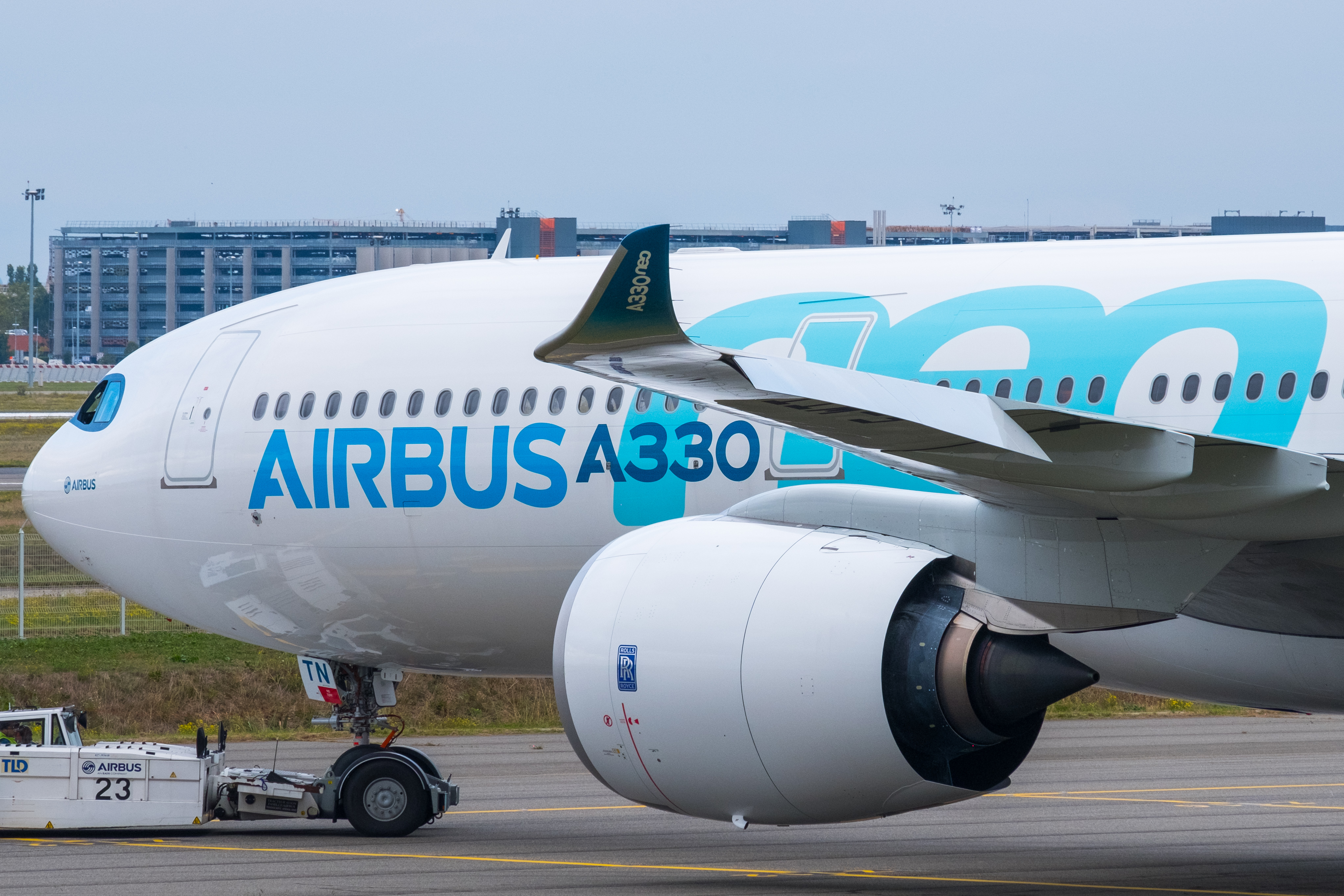
Detail křídla a přídi letounu A330neo

|                           | A330-800neo                                                                                                 | A330-900neo                                                                                                 |
| ------------------------- | --- | --- |
| Posádka kokpitu           | Dva | Dva |
| Sezení (3 třídy)          | 257 | 287 |
| Maximum sedadel           | 406 | 440 (až 460)                                                                                                |
| Šířka sedadel             | po 8 vedle sebe: 18 in (46 cm)                                                                              | po 8 vedle sebe: 18 in (46 cm)                                                                              |
| Šířka kabiny              | 5.26m / 17 ft 3in                                                                                           | 5.26m / 17 ft 3in                                                                                           |
| Objem (interier)          | 136,0 cubic metre (4 800 cu ft)                                                                             | 162,8 cubic metre (5 750 cu ft)                                                                             |
| Kapacita carga            | 27 LD3 nebo 8 palet + 3 LD3                                                                                 | 33 LD3 nebo 9 palet + 5 LD3                                                                                 |
| Délka                     | 58,82 metre (193,0 ft)                                                                                      | 63,66 metre (208,9 ft)                                                                                      |
| Výška                     | 17,39 metre (57,1 ft)                                                                                       | 16,79 metre (55,1 ft)                                                                                       |
| Křídlo                    | 64 metre (210 ft) rozpětí, 7,270 metre (23,85 ft) mean chord, 465 square metre (5 010 sq ft) plocha, 8.8 AR | 64 metre (210 ft) rozpětí, 7,270 metre (23,85 ft) mean chord, 465 square metre (5 010 sq ft) plocha, 8.8 AR |
| MTOW                      | 251 tonne (553 000 lb)                                                                                      | 251 tonne (553 000 lb)                                                                                      |
| Max. užitečné zatížení    | 44 tonne (97 000 lb)                                                                                        | 44 tonne (97 000 lb)                                                                                        |
| Operační prázdná hmotnost | 132 tonne (291 000 lb)                                                                                      | 137 tonne (302 000 lb)                                                                                      |
| Kapacita paliva           | 139,090 litre (36,744 US gal), 111,272 kilogram (245,31 lb)                                                 | 139,090 litre (36,744 US gal), 111,272 kilogram (245,31 lb)                                                 |
| Maximální rychlost        | Mach 0,86 (496 kn; 918 km/h)                                                                                | Mach 0,86 (496 kn; 918 km/h)                                                                                |
| Dolet                     | 8 150nmi / 15 094 km                                                                                        | 7 200nmi / 13 334 km                                                                                        |
| Dostup                    | 41 450 ft (12 634m)                                                                                         | 41 450 ft (12 634m)                                                                                         |
| Motory (×2)               | Rolls-Royce Trent 7000-72                                                                                   | Rolls-Royce Trent 7000-72                                                                                   |
| Tah (×2)                  | 324,0 kN / 72 834 lbf (vzlet)                                                                               | 324,0 kN / 72 834 lbf (vzlet)                                                                               |

#### Předchozí vývoj
- Airbus A330

#### Konkurenti
- Airbus A350 XWB
- Boeing 787